# Slobozia (gmina Stoenești)
Slobozia – wieś w Rumunii, w okręgu Ardżesz, w gminie Stoenești. W 2011 roku liczyła 475 mieszkańców.